# Segelflossendoktorfische
Die Segelflossendoktorfische (Zebrasoma) sind eine Gattung aus der Familie der Doktorfische. Sie sind in den tropischen Meeren des Indopazifiks, dem Roten Meer und Persischem Golf beheimatet. Im tropischen Atlantik fehlen sie.

## Merkmale
Segelflossendoktorfische werden, je nach Art, 20 bis 40 Zentimeter lang. Sie haben seitlich abgeflachte Körper mit einer hohen Rücken- und Afterflosse. Diese werden bei Imponiergehabe aufgestellt. Wie bei allen Doktorfischarten ist das Maul endständig, bei den Segelflossendoktorfischen ist die Schnauze jedoch etwas verlängert. Sie sind damit in der Lage, Algen auch an für andere Fischarten unzugänglichen Stellen abzuweiden. Wie alle Doktorfische weisen sie am Ansatz der Schwanzwurzel "Skalpelle" oder Knochenklingen auf. Die Fische nutzen diese zur Verteidigung.

## Arten
Es gibt sieben beschriebene Arten:
- Indischer Segelflossendoktor (Z. desjardinii)
- Gelber Segelflossendoktor (Z. flavescens)
- Mauritius-Segelflossendoktor (Zebrasoma gemmatum)
- Schwarzer Segelflossendoktor (Zebrasoma rostratum)
- Weißdorn-Segelflossendoktor (Z. scopas)
- Östlicher Segelflossen-Doktorfisch (Z. velifer)
- Blauer Segelflossendoktor (Z. xanthurum)